# Berber, Sudan
Berber är en gammal stad i Sudan på högra Nilstranden 50 kilometer norr om Atbaras mynning vid Kap-Kairobanan.
Staden var tidigare känd som karavanknutpunkt och för sina skickliga hantverkare, men minskade i betydelse efter tillkomsten av järnvägen Suakin-Atbara. Runt staden odlas durra, korn och hirs.